# 大貝雷希

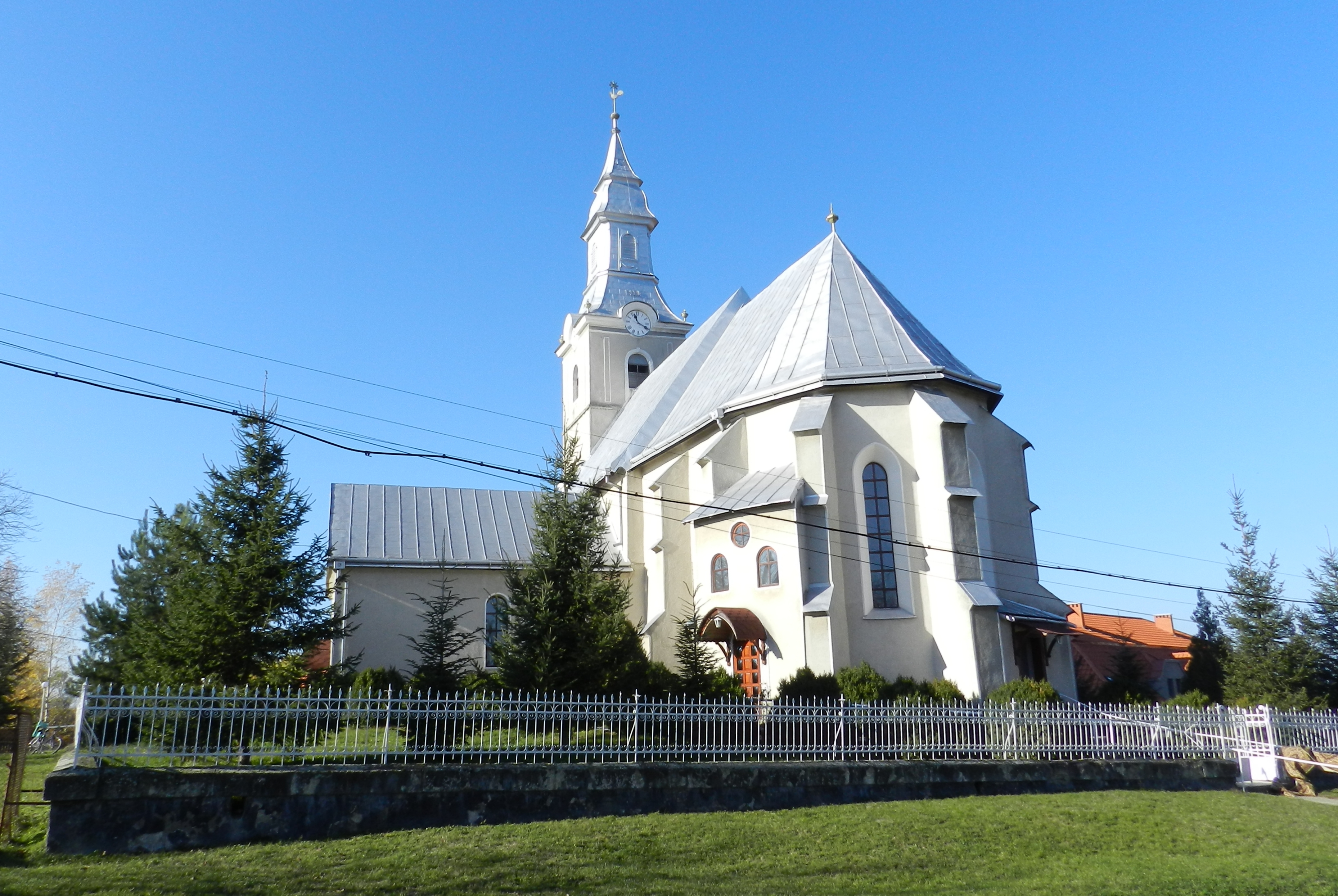
教堂

48°13′53″N 22°45′1″E / 48.23139°N 22.75028°E
大贝雷希（烏克蘭語：Великі Береги），是烏克蘭西部外喀爾巴阡州貝雷霍韋區大贝雷希市镇内的村落及其行政中心。始建於1214年，面積5.5平方公里，海拔高度126米，2001年人口2,540，人口密度每平方公里461.82人。